# 2018년 오키나와현지사 선거
2018년 오키나와현지사 선거(일본어: 2018年沖縄県知事選挙)는 오키나와현지사였던 오나가 다케시가 임기 도중 사망함에 따라 2018년 9월 30일에 치러졌다. 선거 결과 중의원 의원을 지낸 다마키 데니가 당선되었다.

## 개요
당초 오키나와현 선거관리위원회는 현직 오나가 다케시 지사의 임기가 2018년 12월 9일 만료 예정이었으므로 후임 선출을 위해 "2018년 11월 1일 고시, 11월 18일 투개표"라는 선거 일정을 2018년 6월 22일 발표했다. 그러나 임기 만료를 앞둔 2018년 8월 8일 오나가가 사망하면서 9월 12일 공직선거법 규정에 따른 직무 대리자인 자하나 기이치로 부지사가 현 선거관리위원회에 사망을 통지하였고, 다음날인 9월 13일 현 선거관리위원회는 지사 선거 일정을 "9월 13일 고시, 9월 30일 투개표"로 결정하였다.
선거에는 자유민주당, 공명당 등의 추천을 받은 사키마 아쓰시와 입헌민주당, 국민민주당, 일본공산당 등의 지원을 받은 다마키 데니 및 군소 후보 2명까지 총 4명이 출마하였다.

## 선거 정보

### 고시일
- 2018년 9월 13일

### 투표일
- 2018년 9월 30일

### 당선증 수여일
- 2018년 10월 4일

### 함께 실시된 선거
- 오키나와현의회 의원 보궐선거[2]
  - 우루마시 선거구
  - 이시가키시·다케토미정·요나구니정 선거구
- 기노완시 시장 선거[3]
- 우루마시의회 의원 선거[4]

## 주요 쟁점
출처:
- 주일 미군 후텐마 비행장의 반환 방법 및 나고시 헤노코 신기지 건설 계획과 관련된 문제
- 오키나와현의 경제 진흥을 위한 대책
- 육아 지원 문제

## 선거 결과
출처: 오키나와현지사 선거 NHK 선거 WEB 투표 결과
|  | 55.07% |

|  | 43.94% |

|  | 0.51% |

|  | 0.48% |

선거 전부터 각종 여론조사에서 다마키 데니와 사키마 아쓰시의 양자 대결 구도가 점쳐지는 한편 다마키가 사키마에 우세할 것이 예상되었다. 예상대로 다마키는 2위인 사키마를 약 11% 포인트 차로 따돌리고 당선되었다.